# Agustín Auzmendi
Agustín Auzmendi (ur. 1 lutego 1997 w Adolfo Gonzales Chaves) – argentyński piłkarz występujący na pozycji napastnika, od 2025 roku zawodnik Godoy Cruz.
Jego brat Rodrigo Auzmendi również jest piłkarzem.